# Carl Fredrik Scheffer

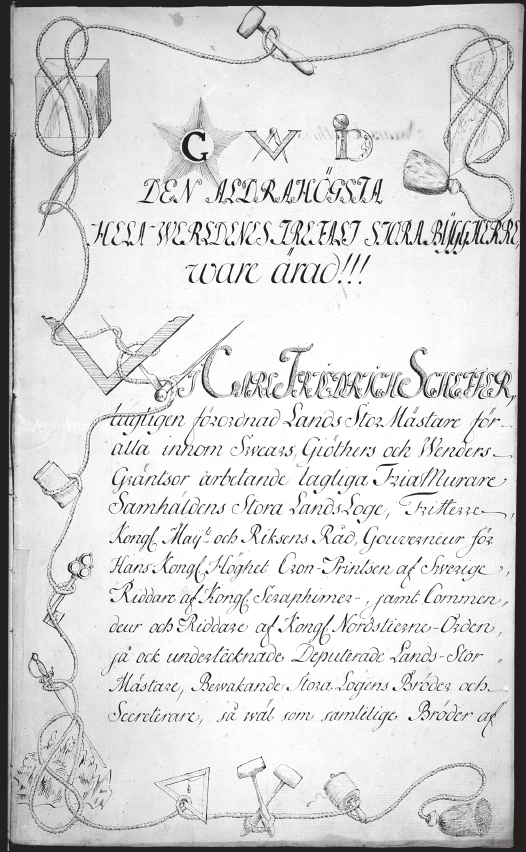
Konstitutionspatent för frimurarlogen "Zur Eintracht" i Stralsund 1762, utfärdat av Carl Fredrik Scheffer

Carl Fredrik Scheffer, född 28 april 1715 i Nyköping, död 27 augusti 1786 på Trolleholms slott i Skåne, var en svensk greve, diplomat, politiker och författare.

## Biografi
Carl Fredrik Scheffer föddes som son till friherren Peter Scheffer som var landshövding och president i Svea hovrätt, och dennes hustru i andra äktenskapet Helena Maria Ehrenstierna. Ett av hans många syskon var greve Ulrik Scheffer. Han började sitt yrkesverksamma liv 1731 som kanslist i Kungl. Maj:ts kansli, varefter han sedan reste utrikes i 4 år och studerade tysk statsrätt i Halle an der Saale. Han återkom och deltog i riksdagen 1738, för att sedan i början av 1742 som legationssekreterare följa Carl Gustaf Tessin till Frankrike. Scheffer blev kammarherre 1741 och svensk ambassadör i Paris från 1743 där han mottog starka inspirationer från fysiokratin. Efter hemkomsten till Stockholm blev han kansliråd 1746, och var under en tid ekonomisk rådgivare för Gustav III, med titeln guvernör, under tiden blev han också riksråd den 7 oktober 1751 (sammanlagt i 14 år) samtidigt som hans bror Ulrik Scheffer blev hans efterträdare i Paris. 
Åren 1756–1762 var han guvernör åt både kronprinsen och arvprinsarna. Hans inflytande över den blivande kungen Gustav III:s mognadsprocess och politiska bildningsgång anses ha varit betydande.
Scheffer utvecklade en nära vänskap med Gustav III och medföljde på Gustav III:s franska resa 1770. Scheffer, som tillhörde  Hattpartiet, hade spelat en framträdande roll i de misslyckade försöken att ena partierna i inrikespolitiken. Efter hemkomsten bistod han Gustav III att genomföra sin statskupp 1772 och han förblev livet ut kungens lojale rådgivare.
År 1766 upphöjdes han till greve, men tog aldrig introduktion, men var från 1719 friherre genom faderns upphöjelse till den värdigheten, från 1726 introducerad sådan. Scheffer invaldes som ledamot av Svenska Akademien 1786 (stol 2), men avled innan han hunnit tillträda. Den 20 mars 1786 blev Scheffer hedersledamot av Kungliga Vitterhets Historie och Antikvitets Akademien.
År 1753 invaldes han som ledamot nummer 137 av Kungliga Vetenskapsakademien. Han var Kungliga Patriotiska Sällskapets ordförande och år 1775 donerade han 72 000 d.kmt till sällskapet som instiftats av Gustav III 1772. Han var idérik och generös och skapade tidskriften Hushållningsjournalen, utlyste pristävling om den svenska dräkten med flera frågor. Sällskapet gav ut skådepeng med hans bild som gav som uppmuntran till dugliga bönder och andra förtjänta personer. Så småningom utgavs medaljer med kungens bild, något som fortgår än i dag.
Han var gift med friherrinnan (grevinnan) Gustafva Sabina von Düring, men fick inga barn. Han testamenterade sin förmögenhet till välgörande ändamål. Scheffer omnämns i övervägande positiva ordalag, men en fransk ambassadör, en hattpartist och en regimkritisk tidning kallade Scheffer för "häftig till humöret, alltför trendkänslig och alldeles för pratsam."

## Ordensmedlemmen Scheffer
Scheffer recepierade till frimurare i prins Clermonts loge i Paris då han var 22 år gammal. Han genomgick snabbt de olika graderna, såväl i Johannesfrimureriet som i de högre, skotska graderna. Han uppvaktade den franske stormästaren Charles Radclyffe så han kunde få en fullmakt att grunda loger i Sverige. Under 21 år, 1753–1774, var han Svenska Frimurare Ordens stormästare. När Nordstjärneorden instiftades 1748 utnämndes han till kommendör. År 1752 blev han riddare av Serafimerorden med valspråket et quiescentibus cadem fama, det vill säga Lydnad och frihet. Han blev dess ordenskansler 1768.

## Ledamotskap
- 1748: kommendör av Nordstjärneorden[1]
- 1752: riddare av Serafimerorden
- 1753: ledamot av Vitterhetsakademien[1]
- 1786: ledamot av Svenska Akademien
- Kungliga Patriotiska Sällskapet[1]